# TAKE OFF(離陸)
『TAKE OFF(離陸)』(テイク オフ(りりく))は、チューリップの通算3枚目のアルバム。1974年4月5日発売。

## 解説
『心の旅』のヒットによりブレイクを果たした後に発表した最初のアルバムである。ジャケットは旅客機のコックピットで、タイトルは上に『TAKE 離陸 OFF』と印刷されている。
アイドル的な人気を得た一方で、ビートルズのような音楽を作りたいという変わらない思いを表現すべく制作された。
1973年の秋からライブの合間を縫いつつ正月返上で制作が続けられ、また、一部の楽曲は前年発表のシングル『銀の指環』等と同時に、アメリカのロサンゼルスにあるサンセットスタジオでレコーディングされた。
過密スケジュールの中で制作されたこともあり、姫野達也は風邪を引いた状態で歌入れをせざるを得ない曲もあった。
また、一部の楽曲は前年秋の渋谷公会堂での「ライヴ!!アクト・チューリップ」で既に原型がお披露目されており、それらの音源は1973年発売の『LIVE!! ACT TULIP ～渋谷公会堂における実況盤～』には収録されなかったが、2008年発売の限定盤ボックスセット『LIVE ACT TULIP 1973 -1979』に収録された。
なお、前2作では歌詞カードを兼ねて「チューリップタイムス」「チューリップ新聞」が同封されていたが、今作以降からは歌詞カードのみとなっている（ただし、今作は歌詞カード裏面がビートルズを意識したメンバーの写ったポスターになっている）。
ミュージシャンのKANは小学6年生の時にこのアルバムを購入しており、後にイベント（MUSIC GARDEN WITH 2009）で財津和夫と同じイベントに出演した際、『あの、ゆるやかな日々』を演奏している。

## 収録曲
SIDE 1
1. TAKE OFF
  - 作詞／作曲：財津和夫　編曲：チューリップ　ボーカル：財津和夫
  - チューリップ初の全英語詞の曲。
  - アルバムの序曲的な立ち位置で、37秒と短い曲である。
  - 担当楽器
    - Bass 吉田彰
    - Drums 上田雅利
    - Electric Guitar 安部俊幸
    - Acoustic Guitar 姫野達也
    - 12 Strings Guitar 安部俊幸
    - Lead Vocal 財津和夫
    - Backing Vocal 財津／吉田／上田
2. 明日の風
  - 作詞：安部俊幸／作曲：姫野達也　編曲：チューリップ・青木望　ボーカル：姫野達也
  - 1曲目とは打って変わってスローテンポなロックナンバーである。
  - 再結成以降のライブでは定番曲でもあり、コーダ部分では安部と姫野によるツインギターが聴き所であった。
  - デモの段階では一人称を歌詞に用いていたが、スケール感の大きさから二人称に変えられた。
  - ビートルズよりウィングスを意識して作曲された。
  - 担当楽器
    - Bass 吉田彰
    - Drums 上田雅利
    - Electric Guitar 安部俊幸
    - Electric Guitar 姫野達也
    - Piano 財津和夫
    - Tambourine 姫野達也
    - Wind 財津／上田
    - Lead Vocal 姫野達也
3. そんな時
  - 作詞／作曲：財津和夫　編曲：チューリップ　ボーカル：財津和夫
  - アコースティック調の曲で、財津の高音ボーカルが際立つ曲。
  - 安部は参加しておらず、一方でシンセサイザーとして青木望がゲスト参加している。
  - 財津自身も気に入っているようで、解散後のソロのライブやアルバム『CALL』でセルフカバーしている。
  - 担当楽器
    - Bass 吉田彰
    - Drums 上田雅利
    - Acoustic Guitar 財津和夫
    - 12 Strings Guitar 姫野達也
    - Moog Synthesizer 青木望（ゲスト)
    - Lead Vocal 財津和夫
4. 見すごしていた愛
  - 作詞：上田雅利／作曲：財津和夫　編曲：チューリップ　ボーカル：姫野達也
  - 前年のライブで披露されていた曲。
  - ただし、当時ボーカルを務めたのは上田で、歌詞も全く違うものだった。
  - なお、当初の歌詞の情景の続編が、1978年に発表する『あなたへのパスポート』で描かれている。
  - 上田は自身のソロライブでこのアルバムで収録されたバージョンを披露することもある。
  - 担当楽器
    - Bass 吉田彰
    - Drums 上田雅利
    - Electric Guitar 安部俊幸
    - Acoustic Guitar 姫野達也
    - Hammond Organ 姫野達也
    - 12 Strings Guitar 安部俊幸
    - Lead Vocal 姫野達也
    - Backing Vocal 財津／吉田／姫野／上田
    - Four Hands 財津／上田
5. サンセット通り
  - 作詞：安部俊幸／作曲：姫野達也　編曲：チューリップ　ボーカル：姫野達也
  - 前年のライブで既に披露されていた曲。
  - 作曲は前年の大磯での合宿でされた。
  - レコーディングはロサンゼルスのサンセットスタジオで行われた。
  - 当時のタイトルは『サンセット・ブルバード』。
  - 姫野のボーカルでも最も高いキーの曲の一つである。
  - 2000年に発売された『TULIP Anthology1 Rare Tracks』では新たにリミックスされたバージョンが収録された（微妙に楽器音のミックスが異なり他、フェードアウトが長い）。
  - 担当楽器
    - Piano 姫野達也
    - Drums 上田雅利
    - Bass 吉田彰
    - Lead Vocal 姫野達也
    - Noise Sunset Blvd.
6. おしえておくれ
  - 作詞：吉田彰／作曲：安部俊幸　編曲：チューリップ　ボーカル：吉田彰
  - 担当楽器
    - Bass 吉田彰
    - Drums 上田雅利
    - Electric Guitar 安部俊幸
    - Piano 財津和夫
    - Tambourine 姫野達也
    - Lead Vocal 吉田彰
    - Backing Vocal 姫野／財津／上田／安部
7. セプテンバー
  - 作詞／作曲：財津和夫　編曲：チューリップ　ボーカル：財津和夫
  - 前年のライブで既に披露されていた曲だが、シングル『銀の指環』のB面ともフェードアウトが異なるバージョン。
  - レコーディングはロサンゼルスのサンセットスタジオで行われた。
  - 当時のタイトルは『九月になれば』（ただし、イントロのギターや一部の歌詞等が異なっていた）。
  - 1987年には『セプテンバー1987』としてアレンジと歌詞を一部改編したバージョンが制作され、シングル『抱きあって』のCD版にカップリングされた。
  - 担当楽器
    - Bass 吉田彰
    - Drums 上田雅利
    - Piano 姫野達也
    - Acoustic Guitar 財津和夫
    - Electric Guitar 安部俊幸
    - Mellotron 姫野／財津
    - TACK Piano 88 財津和夫
    - Lead Vocal 財津和夫
    - Backing Vocal 財津／姫野／吉田

Side 2
1. あの、ゆるやかな日々
  - 作詞：安部俊幸／作曲：姫野達也　編曲：チューリップ・青木望　ボーカル：財津和夫
  - 安部と姫野の定番コンビによる曲だが、ボーカルは財津が務めている。
  - 『マーサ・マイ・ディア』風のイントロはプロデューサーの新田和長のアイディアで、曲の完成後につけられた。
  - 安部が1992年に女性3人組ユニットのVirgin Lipsがアルバム『Virgin Lips』をプロデュースした際、アルバム内でこの曲をカバーさせた。
  - 担当楽器
    - Bass 吉田彰
    - Drums 上田雅利
    - Hammond Organ 財津和夫
    - Piano 姫野達也
    - Mellotron 財津／姫野
    - Lead Vocal 財津和夫
    - Backing Vocal財津／姫野
2. ハートせつなく
  - 作詞／作曲：安部俊幸　編曲：チューリップ　ボーカル：財津和夫
  - 前年のライブで既に披露されていた曲。
  - レコーディングはロサンゼルスのサンセットスタジオで行われた。
  - また、安部が初めて作詞と作曲の両方を手掛けた曲である。
  - 制作当初は誰が歌うかを決めていなかったが、財津が自らボーカルを買って出た。
  - 前年のライブでの初披露時は、財津がハンドマイクを片手に歌った。
  - 担当楽器
    - Bass 吉田彰
    - Drums 上田雅利
    - Electric Guitar 安部俊幸
    - Electric Piano 姫野達也
    - Lead Vocal 財津和夫
    - Backing Vocal 財津／吉田／姫野／上田
3. 青春の影
  - 作詞／作曲：財津和夫　編曲：チューリップ・青木望　ボーカル：財津和夫
  - 草野昌一氏はじめ、レコード会社からの反対を押し切ってシングルカットされた曲だが、シングル版とはアレンジが異なっている。
  - 特に、間奏とコーダでの安部によるギターはなく、あくまでアルバム内の一曲であることが感じられる。
  - 担当楽器
    - Bass 吉田彰
    - Drums 上田雅利
    - Hammond Organ 姫野達也
    - Piano 財津和夫
    - Lead Vocal 財津和夫
    - Backing Vocal 財津／吉田／姫野／上田
4. 愛は不思議なもの
  - 作詞／作曲：財津和夫　編曲：チューリップ　ボーカル：姫野達也
  - 前年のライブで既に披露されていた曲（メドレーの曲間のつなぎとコーダで演奏された）。
  - 2018年のツアーでは前曲から繋がる形で演奏され、第1部の最後を締めくくった。
  - 担当楽器
    - Bass 吉田彰
    - Drums 上田雅利
    - Electric Guitar 安部／財津
    - Piano 姫野達也
    - Lead Vocal 姫野達也
    - Backing Vocal 財津和夫
5. 悲しみはいつも
  - 作詞／作曲：財津和夫　編曲：チューリップ　ボーカル：財津和夫
6. ぼくは陽気なのんきもの
  - 作詞／作曲：財津和夫　編曲：チューリップ　ボーカル：財津和夫
7. 笑顔をみせて
  - 作詞／作曲：財津和夫　編曲：チューリップ・青木望　ボーカル：姫野達也・財津和夫
  - 5曲目から7曲目の『笑顔をみせて』までは超大作と題されたメドレーになっている（30周年のスペシャルライブでは『愛は不思議なもの』からメドレーで演奏された）。
  - このメドレーではメンバーの本来の担当楽器とは別の楽器を所々で弾くなど、挑戦的な姿勢が垣間見える。
  - 担当楽器
    - Bass 吉田／財津／安部
    - Drums 上田／姫野
    - Acoustic Guitar 財津／上田
    - Mellotron 財津／姫野
    - Electric Guitar 安部俊幸
    - Percussion 上田／財津
    - Hammond Organ 姫野／安部
    - Synthesizer 財津和夫
    - Piano 財津／吉田
    - 12 Strings Guitar 安部俊幸
    - Trumpet 財津和夫
    - Lead Vocal 財津／姫野

## クレジット
SHOO KUSANO – SHINKO PRODUCTIONS
All songs Written, composed, arranged & played by TULIP except strings & horns arranged by Nozomi Aoki.
Produced by Kazunaga Nitta
Engineered by Takashi Itoh & Wayne Dailey*
Re-mix Engineered by Takashi Itoh
Recorded at Toshiba Studios, Tokyo
Except Sunset Studios, * Los Angels
Management by Shiro Nishida
Designed by Kaoru Katoh
Photography by Kenji Hata
All songs published by Shinko Music Pub. Co., Ltd.